# Kabinett Steingrímur Hermannsson I
Das Kabinett Steingrímur Hermannsson I war eine Regierung der am 17. Juni 1944 ausgerufenen Demokratischen Republik Island (isländisch Lýðveldið Ísland). Es wurde am 26. Mai 1983 gebildet und löste das Kabinett Gunnar Thoroddsen ab. Es blieb bis zum 8. Juli 1987 im Amt, woraufhin es vom Kabinett Þorsteinn Pálsson abgelöst wurde. 
Dem Kabinett gehörten Mitglieder der Fortschrittspartei (Framsóknarflokkurinn) sowie der Unabhängigkeitspartei (Sjálfstæðisflokkurinn) an.

## Regierungsmitglieder
| Amt                                                                                             | Amtsinhaber                                              | Beginn der Amtszeit                         | Ende der Amtszeit                           |
| ----------------------------------------------------------------------------------------------- | -------------------------------------------------------- | ------------------------------------------- | ------------------------------------------- |
| Premierminister                                                                                 | Steingrímur Hermannsson                                  | 26. Mai 1983                                | 8. Juli 1987                                |
| Minister für Statistik (Hagstofa Íslands)                                                       | Matthías Mathiesen Þorsteinn Pálsson                     | 26. Mai 1983 16. Oktober 1985               | 16. Oktober 1985 8. Juli 1987               |
| Außenminister                                                                                   | Geir Hallgrímsson Matthías Mathiesen                     | 26. Mai 1983 24. Januar 1986                | 24. Januar 1986 8. Juli 1987                |
| Finanzminister                                                                                  | Albert Guðmundsson Þorsteinn Pálsson                     | 26. Mai 1983 16. Oktober 1985               | 16. Oktober 1985 24. März 1987 8. Juli 1987 |
| Sozialminister                                                                                  | Alexander Stefánsson                                     | 26. Mai 1983                                | 8. Juli 1987                                |
| Fischereiminister                                                                               | Halldór Ásgrímsson                                       | 26. Mai 1983                                | 8. Juli 1987                                |
| Landwirtschaftsminister, Justizminister und Kirchenminister                                     | Jón Helgason                                             | 26. Mai 1983                                | 8. Juli 1987                                |
| Minister für Gesundheit und soziale Sicherheit Ministerin für Gesundheit und soziale Sicherheit | Matthías Bjarnason Ragnhildur Helgadóttir                | 26. Mai 1983 16. Oktober 1985               | 16. Oktober 1985 8. Juli 1987               |
| Verkehrsminister                                                                                | Matthías Bjarnason                                       | 26. Mai 1983                                | 8. Juli 1987                                |
| Handelsminister                                                                                 | Matthías Mathiesen Matthías Bjarnason                    | 26. Mai 1983 16. Oktober 1985               | 16. Oktober 1985 8. Juli 1987               |
| Bildungsministerin Bildungsminister                                                             | Ragnhildur Helgadóttir Sverrir Hermannsson               | 26. Mai 1983 16. Oktober 1985               | 16. Oktober 1985 8. Juli 1987               |
| Industrieminister                                                                               | Sverrir Hermannsson Albert Guðmundsson Þorsteinn Pálsson | 26. Mai 1983 16. Oktober 1985 24. März 1987 | 16. Oktober 1985 24. März 1987 8. Juli 1987 |